# Philorus asiaticus
Philorus asiaticus är en tvåvingeart som beskrevs av Brodskij 1972. Philorus asiaticus ingår i släktet Philorus och familjen Blephariceridae. Inga underarter finns listade i Catalogue of Life.